# Tabaré Piriápolis Fútbol Club
El Tabaré Piriápolis Fútbol Club, conegut com a Tabaré Piriápolis, és un club de futbol uruguaià de la ciutat de Piriápolis, al departament de Maldonado.
El club fou fundat en 1937 i va començar a competir en competicions municipals. El 1951, amb la creació de la Lliga de la Zona Oest, el club va guanyar la seva primera edició, això com guanyará en 16 ocasions. En els anys 90, el club va disputar la copa El País, on va finalitzar entre els quatre primers. Actualment el club disputa la Lliga de la Zona Oest, i fa rivalitat local amb el Piriápolis Fútbol Club.

## Palmarès
- Lliga de futbol de la Zona Oest: 16

1951, 1953, 1961, 1962, 1965, 1974, 1980, 1987, 1988, 1990, 1992, 1993, 2000, 2001, 2002, 2004